# Лејксајд (Мисури)
Лејксајд (енгл. Lakeside) град је у америчкој савезној држави Мисури.

## Демографија
По попису из 2010. године број становника је 0, што је 37 (-100,0%) становника мање него 2000. године.
| Група             | 2000.       | 2010.    |
| Белци             | 37 (100,0%) | 0 (0,0%) |
| Афроамериканци    | 0 (0,0%)    | 0 (0,0%) |
| Азијати           | 0 (0,0%)    | 0 (0,0%) |
| Хиспаноамериканци | 0 (0,0%)    | 0 (0,0%) |
| Укупно            | 37          | 0        |